# Aeschynanthus rhododendron
Aeschynanthus rhododendron är en tvåhjärtbladig växtart som beskrevs av Ridley. Aeschynanthus rhododendron ingår i släktet Aeschynanthus och familjen Gesneriaceae. Inga underarter finns listade i Catalogue of Life.